# Una maniera d'amare
Una maniera d'amare (A Kind of Loving) è un film del 1962 diretto da John Schlesinger.
Vinse l'Orso d'oro al Festival di Berlino.

## Riconoscimenti
- 1962 - Festival di Berlino
  - Orso d'oro